# جيم هارلان
جيم هارلان (بالإنجليزية: Jim Harlan)‏ هو لاعب كرة قدم أمريكية أمريكي، ولد في 14 يونيو 1954 في شريفبورت في الولايات المتحدة.

## وصلات خارجية
- جيم هارلان على موقع مرجع كرة القدم المحترفة.كوم (الإنجليزية)